# Diamantís Chouchoúmis
 (novembre 2021).
Diamantís Chouchoúmis (grec moderne : Διαμαντής Χουχούμης), né le 17 juillet 1994 à Alivéri, est un footballeur grec. Il joue actuellement avec le Panathinaïkos.

## Biographie
Chouchouúmis est formé au centre de formation du Panathinaïkos. Il est sélectionné à de multiples reprises dans les équipes espoirs de la sélection grecque. Le 29 octobre 2012, il dispute son premier match chez les professionnels, comme titulaire, face à l'OFI Crète. Il devient un élément récurrent sur le banc des remplaçants des trèfles pendant deux ans, devenant un titulaire occasionnel. Il reste au sein de l'équipe lors de la saison 2014-2015 et marque son premier but, face au AO Kerkyra, le 22 décembre 2014.
Le 30 mars 2015, il joue son premier match avec la sélection espoirs face à la Croatie, jouant près d'une heure avant d'être remplacé par Manolis Siopis.